# Кесинджер, Брайан
Брайан Кесинджер (англ. Brian Kesinger) — американский иллюстратор и аниматор, который работал в студии Walt Disney Animation Studios более 16 лет. Его произведения посвящены викторианскому искусству — стимпанк.

## Биография
Брайан родился в семье музыкантов, он был единственным, кто не умел играть на музыкальном инструменте. Он начал рисовать стимпанк задолго до того, как термин был придуман. В 2000 году он сделал макет и дизайн фона для мультфильма Диснея «Атлантида: Затерянный мир». Именно в этот период у него проявилась любовь к рисованию подводных лодок, шестерёнок и других гаджетов. После участия в создании мультфильма «Планета сокровищ» он полюбил парусники и научную фантастику. Остальные фильмы, в которых работал иллюстратор: «Винни-Пух», «Тарзан», «Рапунцель», «Цыплёнок Цыпа», «Вольт» и «В гости к Робинсонам».
Брайан Кесинджер был воспитан на творениях Уолта Диснея. Он был принят в анимационную студию Уолта Диснея в городе Бербанк, штат Калифорния во время своего последнего года в средней школе, став в 1996 году в возрасте 18 лет самым молодым аниматором в истории компании. Он начинал в качестве художника-оформителя в мультфильме Тарзан. Его карьера в Диснеевской анимации была посвящена множеству направлений. В 2011 году он получил премию Энни, а его последняя работа в Дисней «Ральф» была номинирована на премию «Оскар». В «Ральфе» голосом Кесинджера был озвучен Кано, персонаж из Mortal Kombat. Вне работы он создаёт фантастические стимпанковские миры, населённые незабываемыми персонажами под названием «Чайные девушки», иллюстрации, созданные с использованием чайных пятен, чернил и акварелей.
Два его самых популярных персонажа — Виктория Присмалл, независимая барышня, и Отто, её живой осьминог, который является одновременно её другом, дворецким и домашним животным. Они появились в книгах, печатных изданиях, на футболках и т. д. Кесинджер опубликовал свою первую иллюстрированную книгу об этой паре под названием «Walking Your Octopus: A Guide to the Domesticated Cephalopod». На эту историю Кесинджера вдохновила его собака Скаут, а также двое маленьких детей и жена. Брайан говорит: «Я надеюсь, что книга интересна не только поклонникам стимпанка, но и владельцам домашних животных и родителям». Тридцать иллюстраций изображают деятельность Отто и Виктории дома и за его пределами: купание, катание на велосипеде, знакомства, приготовление пищи, игра в крокет, резьба по тыкве и другие действия, необходимые для духовного благополучия умного и доброго осьминога.
Кесинджер считает увлекательным рисование осьминога. Каждая попытка изобразить его — это вызов, так как для каждого щупальца нужно нарисовать подходящее действие. Осьминоги стали одними из главных животных в стимпанке, поэтому Кесинджер и выбрал это животное в качестве друга Виктории. Популярность Отто и Виктории вдохновила их поклонников на фан-арт, татуировки и косплей. Брайан планирует создать полнометражный фильм о приключениях Отто и Виктории только для того, чтобы удовлетворить своё собственное желание создать продуманный анимационный фильм в стиле стимпанк.
Кесинджер — создатель мэшапа персонажей Кайло Рена и Дарта Вейдера из «Звёздных войн» с комиксом «Кельвин и Хоббс».